# Erste Ursache

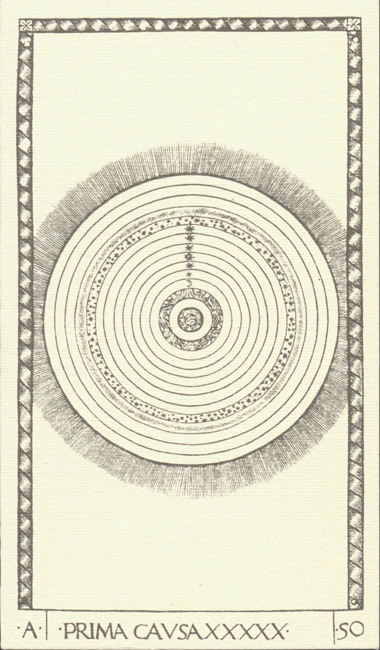
Die ranghöchste Karte der Mantegna Tarocchi (um 1465) stellt die prima causa als den ganzen Kosmos umfassend dar.

Als Erste Ursache (lateinisch prima causa oder causa prima, auch: primum movens) bezeichnet man in der scholastischen Philosophie diejenige Substanz bzw. das Sein, auf das alles (andere) Seiende zurückgeht. Weil das nicht aus sich heraus Seiende, d. h. das Nicht-Notwendige (Kontingente) für seine Existenz stets einer Ursache bedarf, müsse es eine erste Ursache geben, die als solche absolut oder mit anderen Worten notwendig ist.
Theisten argumentieren, dass diese Erste Ursache mit dem Absoluten, d. h. Gott zusammenfällt. Die Argumentation geht insbesondere auf Aristoteles zurück, der in Buch XII (Kapitel 7. Der erste Bewegende und seine Tätigkeit. 1072 a f.) seiner Metaphysik vom „ersten unbewegten Beweger“ (altgriechisch πρῶτον κινοῦν ἀκίνητον, prôton kinoûn akíneton) spricht. Die Lehre wurde in der Scholastik, vor allem durch Thomas von Aquin, im Rahmen der Natürlichen Theologie weiter ausgebaut.

## Problematik der traditionellen Ansätze
Dieser Argumentation steht die heutige Philosophie in der Regel kritisch gegenüber. So wird eingewendet, dass sich zum einen die Möglichkeit unendlicher Kausalketten nicht kategorisch ausschließen lasse, und zum anderen fragwürdig sei, eine Erste Ursache (deren Festlegung jenen infiniten Regress unterbindet) mit den unwissenschaftlichen Gottesauffassungen der Religionen zu identifizieren; siehe auch Letztbegründung.
Hinter dieser Einschätzung stehen Positionen wie die von Kant, der eine erkenntnistheoretisch konzipierte Teleologie mit dem Argument begründet, dass für die „organisierten Produkte der Natur (bewusstseinsbegabe Lebewesen) alles Zweck und wechselseitig auch Mittel ist.“ Dem gegenüber sieht er die Betrachtungsweise der Physik (aller Naturwissenschaften) als einen potentiell ins Unendliche laufenden Prozess, bei dem hinter jeder entdeckten Ursache immer neue ihrerseits verursacht sein müssende Wirkungen auftauchen, so dass er Naturwissenschaft als solcher keinerlei eigene Grenze innewohne, ab der für ihren mechanizistischen Prozess ein Ende/Anfang abzusehen sei.
Sofern keine übergeordnete Erkenntnistheorie beide vereinheitlicht, existieren also zwei parallele Optionen, über das Dasein zu denken, entweder ohne dem möglichen Reiz des Infiniten Regress zu erliegen, oder dem Angebot der monotheistischen Religionen, die Tatsache der Existenz auf eine erste Ursache i. S. ihres Gottesbegriffes zurückzuführen:
- Die moderne Physik, wonach un- und belebte Materie ohne jeden Zweck – infolge zufällig eintretender Veränderungen und genauso intentionsloser Selektion der stabilsten Varianten – einer mathematisch postulierten Singularität (Urknall) entsprungen seien, als Ende eines früheren Kosmos usw. (infinite Allpulsation).
- Oder eine Psychologie, die das Weltall und die Organismen aufgrund des intentionierten Wirkens (Begehrens) einer noumenalen Energie entstanden und sich diesen Sinnes teleologisch entwickeln wie auch verhalten sieht. Beispiele: Heraklits Lehre (Hunger ist Ursache der Weltbildung, Sattheit die ihres Untergangs) und Freuds Metapsychologie.[3][4][5] (Schopenhauers Welt als Wille und Vorstellung lehnt sich eng an das Transzendentale Subjekt Kants an, scheint letztlich aber ins indische Nirwana auszuweichen.)

Freuds Theorie der Libido als vom Wesen her noumenal-undimensionale Energie unterscheidet ihr teleologisch wirkendes Begehren von den religiösen Telelogien insbesondere dadurch, dass sie deren dogmatischen Ansatz als unvereinbar mit dem der methodisch forschenden Wissenschaft zur Diskussion stellt (vgl. Die Zukunft einer Illusion).

## Das Unfassbare im Fassbaren
Eine weitere Anregung zur fundierten Auseinandersetzung mit dem Thema der Ersten Ursache bietet der von Kurt Gödel in Form der Modallogik konzipierte Gottesbeweis. Derselbe ist voll gültig, insofern selbst seinen computergestützten Prüfungen nicht gelang, irgendwelche Widersprüche aufzuspüren (in der Version von Dana Scott kommt also die Maschine in Form der Aussage „Gott existiert“ ans Ende, bzw. zum nämlichen Ergebnis). Jedoch weist der Unvollständigkeitssatz desselben Autors ergänzend auch nach, dass logisch hinreichend mächtige Systeme jeglicher Art (etwa die Arithmetik) unvermögend sind, ihre eigene Widerspruchsfreiheit zu beweisen. Der scheinbar naheliegende Versuch, dies logische Problem auf dem Wege der Entwicklung immer noch mächtigerer Systeme zu lösen – also an ein Ende zu bringen (s. a. Halteproblem) –, bietet demnach keine Lösung, sondern zeigt nur den möglichen Anfang eines unendlich „haltlosen“ Regresses an.
Kants umgangssprachlich formulierter Vorschlag zur Vermeidung solcher sich denkerisch sinn- oder ergebnislos selbst aufzehrender Energien: Noumenale Begriffe wie das Dinge an sich oder Transzendentale Subjekt (auch der undimensionale geometrische Punkt o. g. Singularität als Potential aller sich ab dem Urknall dimensional materialsierenden Energien) bezeichnen etwas, das dem menschlichen Denken unvorstellbar wiewohl spürbar ist. Gewissermaßen den unfassbar-unbegrenzte Urgrund (Archē; Apeiron), dem die Logik entspringt und in den sie wieder einmündet, wie die dimensionale Kreisbahn in ihren Anfang und Ende zugleich seienden Punkt. In diesem Sinne gilt für Kant das Ding an sich als Prüfstein der Wahrheit oder Imaginärer Punkt (Analogon zwischen Metaphysik und malerisch gestaltender Kunst), auch wenn dieser 'Ding'-Charakter eher der 'äußerlichen', objektiven (Raum-)Perspektive, die Formulierung desselben als Transzendentales Subjekt eher der 'inneren' (Zeit) entstammt. Vgl. Kategorien, Kapitel Kant.

## Gott lebt!
Anbetrachts der sich logisch ergebenden Unvorstellbarkeit des Noumenalen drängt sich die Frage auf, ob hier eine Parallele bestünde zu der Forderung des Alten Testaments, sich kein Bild von Gott machen zu dürfen. Dagegen spricht jedoch die Erkenntnis des Neuen Testaments, dass Gott in bzw. durch Jesus Christus der Menschheit ein „Bild“ von sich gegeben hat: „Wer mich sieht, der sieht den Vater“ (Johannes 14,9 ).
In gewisser Weise scheint kein zwingender Grund zu existieren, Gödels modallogisch bewiesenen Gott mit einem religiös konnotierten Gottesbegriffe zu identifizieren. Fundierten Gottesbegriffen ist die Forderung zu ihrer Hinterfragung immanent (libidonöse Energie im Gebiet der triebhaften Wissbegierde stellt nach Freud die Erste Ursache zur Entdeckung der Denk- wie auch 'physikalischen' Gesetzmäßigkeiten dar), dogmatische Systeme wie die Religionen hingegen untersagen häufig ex- oder implizit ihre Hinterfragung oder den Entwurf alternativer Systeme: Du sollst keine anderen Götter neben mir haben! Insofern existiert keine unmittelbare Notwendigkeit, beide Arten von Gottesbegriffen in eins zu setzen, sondern ein Aufforderung zur Differenzierung, die hinführt zur Wissenschaft sowie der Untersuchung auch der psychologischen Ursachen der (religiösen) „Ersten Ursache“. 
Gegen die rein psychologische und theologische Zugänglichkeit Gottes sprechen jedoch christliche bzw. neutestamentliche Grundlagen wie etwa diejenige von der (natürlichen) Erkennbarkeit Gottes. So heißt es beispielsweise im Römerbrief: „Denn sein unsichtbares Wesen – das ist seine ewige Kraft und Gottheit – wird seit der Schöpfung der Welt, wenn man es mit Vernunft wahrnimmt, an seinen Werken ersehen. Darum haben sie keine Entschuldigung.“ (Römer 1,20 ) Mit anderen Worten: Weil jeder (auch ohne Glauben) an der Schöpfung erkennen kann, dass Gott existiert, hat am letzten Tag niemand eine Ausrede.